# Russischtalige Wikipedia
De Russisch-talige versie van Wikipedia (Russisch: Русская Википедия) werd opgericht op 20 mei 2001. Op 16 augustus 2006 had deze Wikipedia-editie 100.000 artikelen. Op 29 november 2006 werd ze beloond met de Runet Prijs (Russisch: Премия Рунета) van de Russische Federatie in de categorieën wetenschap en educatie. Op 25 februari 2010 had de Russischtalige Wikipedia 500.000 artikelen.

## Beleid
De Russischtalige Wikipedia benadrukt gedragsregels en richtlijnen meer dan de andere Wikipedia's op veel manieren. De regels zijn niet flexibel, zoals op de meeste andere Wikipedia's. Veel dingen kunnen worden beslist door een Arbitragecommissie, bijvoorbeeld het beslissen in discussies, gebruikers blokkeren of verbieden dat bepaalde gebruikers artikelen over bepaalde onderwerpen kunnen wijzigen. Misbruik van de voordelen van een administrator kunnen gemakkelijk worden aangesproken aan de commissie.
De Russischtalige Wikipedia accepteert fair use-inhoud en is over het algemeen erg vrij over welke inhoud is toegestaan. Eén ding dat als uitzondering geldt is categoriseren of op een lijst zetten gebaseerd op hun etnische, religieuze of seksuele voorkeuren. Zulke categorieën zijn over het algemeen verboden, tenzij de categorie relevant is tot de hoofdactiviteit van de persoon. Als voorbeeld, de categorie Joodse wiskundigen is niet toegestaan, omdat er niets bestaat als Joodse wiskunde. Joodse muzikanten is wel toegestaan, maar alleen voor degenen die hebben bijgedragen aan de Joodse muziek, dus niet dat het een Jood is. Ook zijn algemene etnische categorieën als Russen of Oekraïners niet toegestaan.

## Geschiedenis
De Russischtalige Wikipedia is opgericht op 20 mei 2001 in de eerste groep van niet-Engelse Wikipedia's, samen met de Catalaans-, Chinees-, Duits-, Esperanto-, Frans-, Hebreeuws-, Italiaans-, Japans-, Nederlands-, Portugees-, Spaans- en Zweedstalige Wikipedia's.
De eerste wijziging van de Russischtalige Wikipedia was op 24 mei 2001 en bestond uit de zin Russia is a great land (Rusland is een fantastisch land). De volgende wijziging veranderde het tot de grap Russia is the natural environment for elephants (with big ears and high passability, see Mammoth) (Rusland is het leefklimaat voor olifanten (met grote oren en hoge vergankelijkheid), zie mammoet)
Een lange tijd ging de ontwikkeling langzaam (zeker toen er gebruikers Wikipedia verlieten voor WikiZnanie), maar in een jaar van februari 2005 tot februari 2006 overtrof het negen anderstalige versies; de Catalaanstalige, Bulgaarstalige, Oekraïenstalige, Hebreeuwse, Finstalige, Noorse, Chineestalige, Esperanto en de Deenstalige Wikipedia's.

### Tijdlijn
- Op 7 november 2002 werd de hoofdpagina aangemaakt.
- Op 30 december 2004 werd het 10.000e artikel aangemaakt.
- Op 16 augustus 2006 werd het 100.000e artikel aangemaakt.
- Op 29 november 2006 ontving de Russischtalige Wikipedia de Nationale Runet prijs in de categorie educatie.
- Op 4 september 2007 werd het 200.000e artikel aangemaakt.
- Op 27 november 2007 ontving de Russischtalige Wikipedia opnieuw de Runet-prijs in de categorie educatie.
- Op 18 juli 2008 werd het 300.000e artikel aangemaakt.
- Op 16 juni 2009 werd het 400.000e artikel aangemaakt.
- Op 25 februari 2010 werd het 500.000e artikel aangemaakt.
- Op 10 juli 2012 protesteerde de Russische Wikipedia tegen een wetsvoorstel. Wikinieuws
- Op 11 mei 2013 werd het 1.000.000e artikel aangemaakt.

## Inhoud
Op 10 december 2010 bestond de Russischtalige Wikipedia uit ruim 600.000 artikelen. De grootste categorieën bestonden uit:
- 127.063 biografische artikelen
- 109.639 artikelen over plaatsen
- 16.036 filmartikelen
- 12.709 artikelen over dieren
- 12.143 achternaam artikelen
- 7.542 artikelen over muziekalbums
- 6.101 astronomische artikelen